# Cordia collococca
Cordia collococca är en strävbladig växtart som beskrevs av Carl von Linné. Cordia collococca ingår i släktet Cordia, och familjen strävbladiga växter. Inga underarter finns listade i Catalogue of Life.